# Cielo vacío (monumento)
Cielo vacío (en inglés, Empty Sky) es el monumento conmemorativo oficial del 11 de septiembre de Nueva Jersey a las víctimas del estado de los ataques del 11 de septiembre en los Estados Unidos. Está ubicado en Liberty State Park en Jersey City, en la desembocadura del río Hudson, frente al sitio del World Trade Center. Diseñado por Jessica Jamroz y Frederic Schwartz, fue inaugurado el sábado 10 de septiembre de 2011, un día antes del décimo aniversario de los ataques.

## Diseño

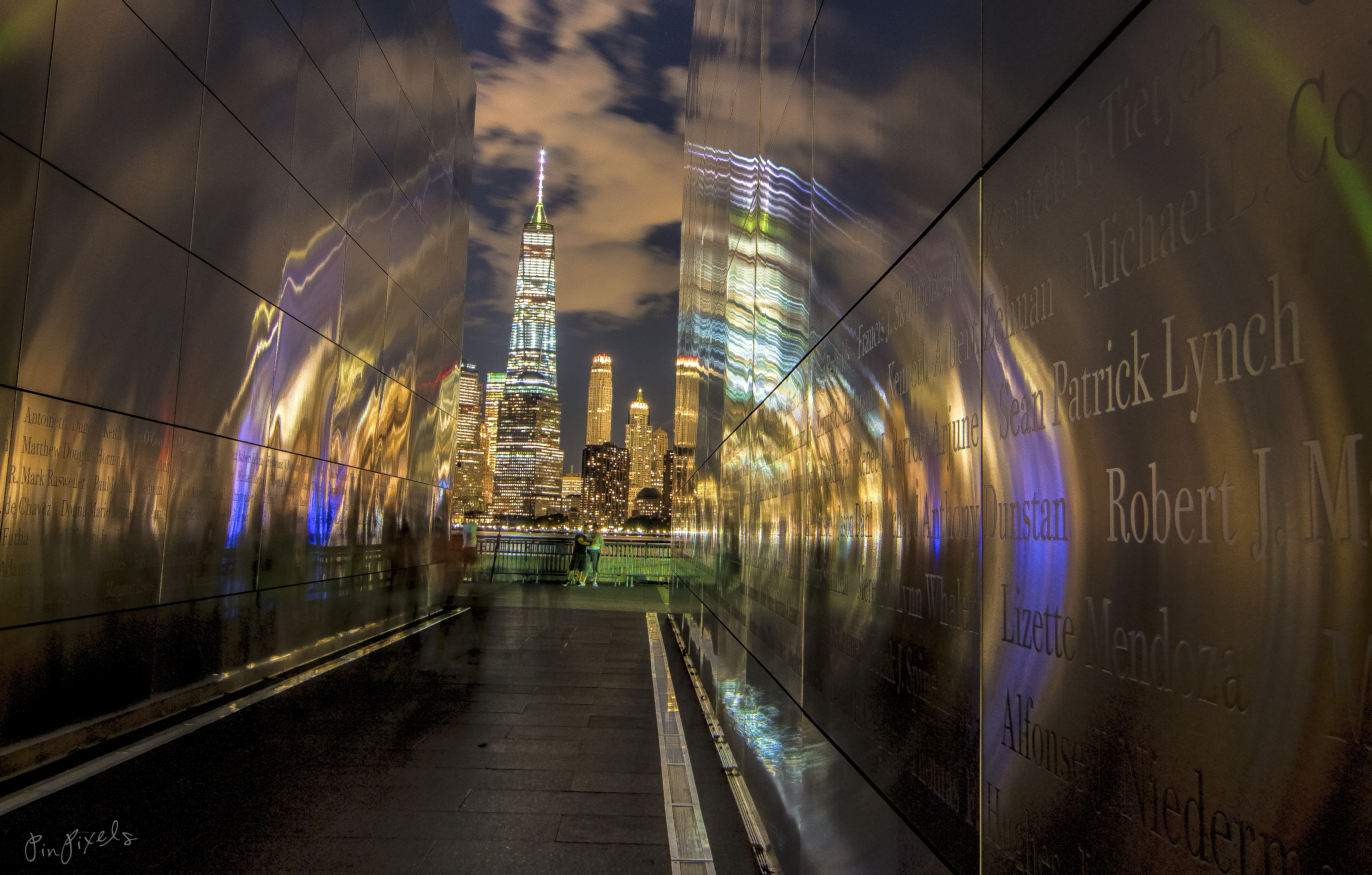
Dentro del monumento por la noche

El diseño fue elegido por voto unánime del Comité Conmemorativo de Familias y Sobrevivientes, entre 320 entradas calificadas en la competencia internacional de diseño. Está dedicado a los 746 habitantes de Nueva Jersey muertos en el World Trade Center en 1993 y en los ataques del 11 de septiembre, así como a los que murieron el 11 de septiembre de 2001 en el Pentágono y en Shanksville. La New Jersey 9/11 Memorial Foundation ha declarado que el objetivo de este monumento es "reflejar los legados de aquellos cuyas vidas se perdieron, que sus sueños y esperanzas incumplidos puedan resultar en un futuro mejor para la sociedad". Sus cualidades y características únicas enriquecieron nuestras vidas de manera inconmensurable y, a través de este monumento conmemorativo, sus historias siguen vivas.
El monumento incluye paredes gemelas, que atraviesan un "montículo de suave pendiente anclado por un camino de granito que se dirige hacia la zona cero. Se trata de dos torres de 9,1 m de altura con un tramo de 63,7 m de largo: el ancho exacto de las torres del World Trade Center. Esa proporción es una representación simbólica de los edificios como si estuvieran recostados sobre sus costados. El nombre de cada una de las 746 víctimas está grabado en acero inoxidable en  letras de 10,2 cm. Un pasaje de granito está orientado hacia el sitio de las torres gemelas. El nombre del monumento está tomado de la canción de Bruce Springsteen "Empty Sky", que trata sobre el "Cielo vacío" donde una vez estuvieron las torres.
Frederic Schwartz, coautor del diseño con Jessica Jamroz, afirmó que "escuchó las necesidades y aspiraciones de los familiares, amigos y compañeros de trabajo de las víctimas" y no llegó "con un enfoque estético preconcebido". Schwartz, quien, junto con Jamroz, también creó The Rising, el monumento conmemorativo del 11 de septiembre en el condado de Westchester, declaró que "Empiezas de nuevo cada vez. ... Haces una investigación seria, profundizas en el sitio, en el problema".

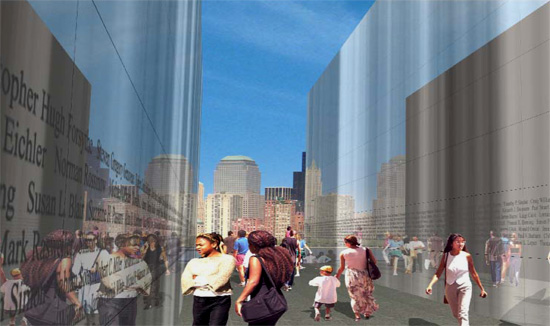
Representación artística de visitantes entre las dos paredes del monumento

Algunos observadores señalaron que el monumento "recuerda al monumento conmemorativo de la guerra de Vietnam de Maya Lin en Washington", con sus paredes llenas de nombres, enumerados al alcance de la mano y grabados lo suficientemente profundos como para que sea posible frotar las manos, pero uno de los muchos Las diferencias entre ese diseño y este serán la forma en que el monumento conecta visualmente a Nueva Jersey con el skyline de Nueva York, con los muros conmemorativos que simbolizan las torres gemelas derribadas al otro lado del río Hudson.

### Controversia
Los planes para el monumento generaron cierta controversia, y un grupo de defensa sin fines de lucro de Liberty State Park llamado "Friends of Liberty State Park" (FOLSP) presentó una demanda para detener el proyecto. El grupo declaró que el monumento bloquearía las "vistas panorámicas de Manhattan" y que no debería construirse o debería reubicarse en un área cerca de los 750 árboles "Grove of Remembrance", un monumento existente a las víctimas del 11 de septiembre. Además de la preocupación de que se bloqueen las vistas de Manhattan, Sam Pesin, presidente de FOLSP, afirmó que el "mensaje principal" que el grupo quería dejar en claro es que "el gobernador, en esta severa crisis económica, está desperdiciando....el dinero de los contribuyentes". El padre de Pesin, Sam, fue uno de los fundadores originales del parque en 1976.
Algunos de los que estaban a favor del monumento llamaron a la acción de la FOLSP una "demanda frívola", y en noviembre de 2009 la División de Apelaciones del Tribunal Superior de Nueva Jersey falló a favor de los planes del estado para el monumento. Un portavoz del gobernador Jon Corzine dijo que el monumento que se erigirá es el "resultado de un proceso público abierto", y Andrew Pratt, portavoz del Departamento del Tesoro de Nueva Jersey, dijo en 2010, poco antes del noveno aniversario del ataque, que el estado avanzaba "agresivamente" para garantizar que el monumento se completara para el décimo aniversario en septiembre de 2011.

## Construcción
El estado, la Autoridad Portuaria de Nueva York y Nueva Jersey y la Asociación de Construcción de Nueva Jersey proporcionaron fondos para el monumento.
Las ofertas de construcción doce millones de dólares más altas que el costo proyectado del monumento (debido al aumento internacional en el precio del acero inoxidable) dieron como resultado un retraso en la construcción en 2007.
La construcción comenzó en mayo de 2009, con un impulso para completar el monumento el 15 de agosto de 2011, a tiempo para su dedicación programada para el 11 de septiembre de 2011. Aunque el interior de las paredes siguió siendo de acero inoxidable, los cambios al diseño original incluyen un plan para usar "concreto con acabado arquitectónico" para las superficies exteriores, de modo que se vea más atractivo que el "revestimiento plano y monótono de la mayoría de los acabados de concreto".

## Dedicación
Las ceremonias de dedicación se llevaron a cabo el 10 de septiembre de 2011 y asistieron varias figuras políticas notables, incluido el gobernador Chris Christie de Nueva Jersey, cinco exgobernadores del estado, el asesor presidencial John O. Brennan, los senadores Frank Lautenberg y Robert Menéndez y familiares de aquellos cuyos nombres están inscritos en el monumento.